# Christine Botlogetswe
Christine Botlogetswe (née le 1er octobre 1995 à Rakops) est une athlète botswanaise. Elle est vice-championne d'Afrique du 400 mètres.

## Palmarès
| Date | Compétition            | Lieu         | Résultat | Épreuve         | Temps         |
| ---- | ---------------------- | ------------ | -------- | --------------- | ------------- |
| 2014 | Championnats d'Afrique | Marrakech    | 3e       | 4 x 400 m       | 3 min 40 s 28 |
| 2015 | Jeux africains         | Brazzaville  | 1re      | 4 x 400 m       | 3 min 32 s 84 |
| 2016 | Championnats d'Afrique | Durban       | 6e       | 400 m           | 53 s 31       |
| 2016 | Championnats d'Afrique | Durban       | 4e       | 4 × 400 m       | 3 min 31 s 54 |
| 2017 | Championnats du monde  | Londres      | 7e       | 4 x 400 m       | 3 min 28 s 00 |
| 2018 | Jeux du Commonwealth   | Gold Coast   | 4e       | 400 m           | 51 s 17       |
| 2018 | Jeux du Commonwealth   | Gold Coast   | 3e       | 4 × 400 m       | 3 min 26 s 86 |
| 2018 | Championnats d'Afrique | Asaba        | 2e       | 400 m           | 51 s 19       |
| 2018 | Coupe continentale     | Ostrava      | 7e       | 400 m           | 52 s 47       |
| 2018 | Coupe continentale     | Ostrava      | 2e       | 4 x 400 m mixte | 3 min 16 s 19 |
| 2022 | Championnats d'Afrique | Saint-Pierre | 1re      | 4 x 400 m mixte | 3 min 21 s 85 |

## Records
| Épreuve | Temps   | Lieu        | Date          |
| ------- | ------- | ----------- | ------------- |
| 100 m   | 11 s 89 | Francistown | 4 mai 2019    |
| 200 m   | 23 s 14 | Gaborone    | 29 avril 2018 |
| 400 m   | 50 s 48 | Rabat       | 16 juin 2019  |